# Florian Ziemiałkowski
Florian Ziemiałkowski (ur. 27 grudnia 1817 w Berezowicy Małej, zm. 27 marca 1900 w Wiedniu) – polski prawnik, działacz niepodległościowy, polityk demokratyczny, pierwszy prezydent Lwowa po uzyskaniu autonomii przez Galicję, poseł na Sejm Ustawodawczy w Kromieryżu, do galicyjskiego Sejmu Krajowego, austriackiej Rady Państwa, członek austriackiej Rady Panów, minister austriacki dla Galicji.

## Życiorys

### W tajnych organizacjach niepodległościowych
Ukończył szkołę ludową i jezuickie gimnazjum w Tarnopolu. Studiował na wydziale filozoficznym (1833-1835) i prawnym (1835-1838) uniwersytetu we Lwowie. Na tym ostatnim otrzymał w 1840 tytuł doktora praw.
W latach 1837–1839 był doradcą prawnym rodziny Kriegshaber hurtowników z Wiednia. Następnie od 1840 praktykant koncepcyjny w Kamerze we Lwowie. Po uzyskaniu stopnia doktora adiunkt studiów prawniczych i politycznych Uniwersytetu Lwowskiego. W latach 30. i 40. XIX w. brał udział w organizacjach spiskowych. Był członkiem Stowarzyszenia Ludu Polskiego oraz Młodej Sarmacji. Aresztowany pod zarzutem zdrady stanu w sierpniu 1841 przebywał w ciężkim więzieniu w pokarmelickim klasztorze we Lwowie, od 1843 wspólnie z Franciszkiem Smolką. 21 stycznia 1845 odczytano Ziemiałkowskiemu wyrok skazujący go wraz z 12 towarzyszami (m.in. Smolce) na karę śmierci przez powieszenie. Równocześnie jednak (przy wstawiennictwu prezydenta Lwowa – Franza Kriega) ogłoszono mu monarszą amnestię, dzięki której odzyskał natychmiast wolność. Został wszakże pozbawiony praw adwokackich i na razie znalazł zatrudnienie w prywatnych kancelariach jako radca prawny.

### Wiosna Ludów
Aktywny politycznie w okresie Wiosny Ludów, członek Komitetu Narodowego we Lwowie (1848). Był wraz z Franciszkiem Smolką, Agenorem Gołuchowskim i Robertem Hefernem współautorem petycji do cesarza o przywrócenie swobód narodowych w Galicji. Członek deputacji adresowej Komitetu do Wiednia w której żądano m.in. usunięcia cenzury, swobody słowa, zrównania wszystkich stanów i wyznań, uwolnienia więźniów politycznych, zniesienia pańszczyzny, wprowadzenia do szkół i urzędów języka polskiego, utworzenia Gwardii Narodowej. Następnie był posłem na Sejm Ustawodawczy w Wiedniu i Kromieryżu (26 lipca 1848 - 7 marca 1849), wybranym z okręgu wyborczego miasto Lwów 1. Członek Komisji Konstytucyjnej. Aleksander Dunin Borkowski w swej rozprawie o Sejmie rakuskim, napisał o nim że: nie pokładał w sejmie ustawodawczym takich nadziei, jak wielu innych. Obliczył się on dokładnie z teraźniejszością i widział, że ona nie spełni jeszcze oczekiwań narodów, życzeń jego serca. Ale nie zniechęcał się przez to, nie ustawał w gorliwem współdziałaniu, bo zapominał swoją osobowość, a poczuwał się jako członek całej ludzkości, która wielkich celów swoich dopina powolną pracą w zawodach i w poświęceniu. Wybrany do komisji konstytucyjnej zasiadał w niej jako duch przyszłości, targując się w jej imieniu o każdy włosek, aby następni mieli o ten włosek ułatwioną pracę dni swoich. W parlamencie należał do „Stowarzyszenia” skupiającego demokratycznych posłów polskich i był jednym z przywódców polskich demokratów.

### Podczas rządów reakcji
Po zamknięciu parlamentu od sierpnia 1849 przebywał na wygnaniu w Merano (Tyrol). Do Lwowa wrócił w 1850. Po odzyskaniu w 1849 stopnia doktora wznowił pracę jako prawnik. Zdał także egzamin adwokacki, ale nie miał pozwolenia na praktykę. Pracował wówczas jako doradca prawny w oddziale Credit-Anstalt we Lwowie. W czasie powstania styczniowego pracował w organizacji powstańczej na terenie Galicji, był m.in. wraz ze Franciszkiem Smolką i Adamem Sapiehą członkiem Komitetu Galicji Wschodniej w 1863 roku W lipcu 1863 aresztowany pod zarzutem udziału w powstaniu polskim. Po śledztwie skazany w maju 1864 na trzy lata więzienia. Po amnestii cesarskiej, zwolniony w listopadzie 1865. Powrócił do Lwowa, gdzie ponownie podjął pracę w instytucjach kredytowych.

### W epoce autonomicznej
Ziemianin, właściciel dóbr Dębowiec, pod Jasłem. Był jednym z czołowych polityków demokratycznych okresu autonomicznego w Galicji. Był pierwszym wybranym prezydentem miasta Lwowa (1871-1873). Poseł na Sejm Krajowy Galicji I kadencji (15 kwietnia 1861 - maj 1863) wybrany w III kurii, w okręgu wyborczym Lwów, po jego aresztowaniu i pozbawieniu go mandatu w jego miejsce wybrany został Agenor Gołuchowski (starszy). Powtórnie był posłem do Sejmu Krajowego w okresie II kadencji (18 lutego 1867 - 10 października 1868), III kadencji (20 sierpnia 1870 - 26 kwietnia 1876), IV kadencji (8 sierpnia 1877 - 21 października 1882), V kadencji (15 września 1883 - 26 stycznia 1889), VI kadencji (10 października 1889 - 17 lutego 1894). Mandat uzyskiwał wybierany w kurii III (gmin wiejskich) w kadencji II i III z okręgu nr 1 Lwów, w kadencji IV i V z okręgu nr 8 Drohobycz, w kadencji VI z okręgu nr 15 Kołomyja. Członek Wydziału Krajowego Galicji (1861-1863, 1868-1870). Poseł do austriackiej Rady Państwa II kadencji (20 maja 1867 - 15 września 1869) jako reprezentant Lwowa. Zrezygnował wraz z 17 innymi posłami galicyjskimi na znak protestu przeciwko nieprzyjęciu przez parlament rezolucji mającej nadać Galicji szerszą autonomię. Powtórnie był członkiem Rady Państwa w kadencjach V (4 listopada 1873 - 22 maja 1879) VI (7 października 1879 - 23 kwietnia 1885) i VII (22 września 1885 - 11 października 1888), wybieranym w kurii III (gmin wiejskich) w okręgu wyborczym nr 2 Biała-Kęty-Oświęcim-Żywiec-Milówka-Slemień. Był członkiem frakcji posłów demokratycznych należących do Koła Polskiego w Wiedniu. Od maja 1867 do 23 października 1868 jego prezesem. Jego światopogląd i opinie ewoluowały od rewolucyjnych, liberalnych i demokratycznie umiarkowanie do konserwatywnych i lojalistycznych. Klęska powstania styczniowego przekonała Ziemiałkowski o konieczności kompromisu z wiedeńskim rządem. Od początku lat 70. zgrupowała się wokół niego grupa polityków demokratycznych których określano mianem "mameluków". Według Kazimierza Chłędowskiego zadania polityków polskich w tym czasie formułował następująco: mając dwie alternatywy, albo brać udział w dziele politycznej organizacji, która się nie zgadza z naszym przekonaniem (...) albo wstrzymać się od wszelkiej pracy, wybraliśmy pierwsze, jako mniejsze zło, aby przynajmniej przeszkodzić, ile to będzie w naszej mocy, zejść Austrii tak daleko z drogi, na której jedynie może być jej dziejowe zadanie (jak najszersza autonomia poszczególnych krajów, prawie federacja).
W latach 1869–1883 członek austriackiego Sądu Rzeszy. Był także od 21 kwietnia 1873 do 11 października 1888 roku ministrem bez teki (dla Galicji) w gabinecie księcia Adolfa Auersperga i rządzie Eduarda Taaffego. W swoim działaniu unikał ryzyka, wykorzystywał środki konstytucyjne, był zwolennikiem ograniczonej autonomii i kompromisu z zaborcą. Taka postawa była przyczyną uchwalenia wobec niego votum nieufności przez Sejm Krajowy (1888). W grudniu 1880 otrzymał tytuł barona co zostało źle przyjęte przez galicyjską opinię publiczną. Kazimierz Chłędowski przebywający wówczas we Lwowie tak to opisuje - Szóstego grudnia nadeszły telegramy z Wiednia, że Ziemiałkowski został baronem; "niech żyją demokratyczne zasady" wołano. Znajomi wszakże wiedzieli dobrze, że Florek - jak w wielu innych rzeczach tak i w tej - ulega swej żonie i że to baronostwo to próżność pani Ziemiałkowskiej.
Od 11 października 1888 dożywotni członek austriackiej Izby Panów. Ostatnie 25 lat życia spędził w Wiedniu, gdzie zmarł. Z tego ostatniego okresu życia pochodzi jego charakterystyka pozostawiona przez krewną jego żony Helenę Kozicką która napisała człowiek to był nieprzeciętnej inteligencji, bardzo wykształcony, znawca ludzi, ale sceptyk, ludzi nie kochał, nie ufał im. Przeszedł w życiu wiele i duże miał zasługi, rządowi służył wiernie. Na starość próżność go opanowała, stał się niewolnikiem swego stanowiska, drobiazgowym do śmieszności. Pochowany został wraz z żoną na Cmentarzu Centralnym w Wiedniu (Wiener Zentralfriedhof).
Pozostawił wydane przez żonę Helenę po śmierci; Pamiętniki Floryana Ziemiałkowskiego, część I - IV, Kraków 1904.. Treści spisane przez Ziemiałkowskiego i opublikowane w tej publikacji Józef Nieczuja Miniewski określił jako niegodne, oszczercze, sfabrykowane, spotwarzenia.

## Wyróżnienia i odznaczenia
Od 1875 tajny radca. W 1880 otrzymał austriackie szlachectwo, z tytułem Freiherr (baron). Honorowy obywatel miast: Jarosławia (1873), Sanoka (1880), Jasła a także Bełza i Sokala. Odznaczony wielką wstęgą orderu ces. Leopolda, i kawaler orderu żelaznej korony kl. I. Miał ulicę swego imienia we Lwowie (obecnie ul. Ołeksy Nowakiwskiego).

## Życie prywatne
Pochodził z biednej rodziny, jego ojcem był kucharz Michał (zm. 1851) matką Anna z Łotockich. Ożenił się w 1858 z Heleną z Dylewskich (1840-1917), córką Mariana Dylewskiego. Dzieci nie mieli.